# Nelson Aguiar Ramírez
Nelson Alberto Aguiar Ramírez (* 12. August 1945 in Kuba) ist ein kubanischer Dissident. Der Lehrer ist Vorsitzender und Gründungsmitglied der verbotenen orthodoxen liberalen Partei Kubas (Partido Ortodoxo de Cuba).

## Leben
Am 18. März 2003 wurde Aguiar Ramírez im Rahmen des sogenannten „Schwarzen Frühlings“, der größten Verhaftungswelle in Kuba seit Beginn der Revolution von 1959 festgenommen. In einem Schnellverfahren wurde er wegen Gründung einer Partei zu 13 Jahren Gefängnis verurteilt. Grundlage des Urteils war das Gesetz 88 (Art 6.1) zur Sicherung der nationalen Unabhängigkeit und Wirtschaft Kubas. Aguiar wurde von Amnesty International als politischer Gefangener anerkannt.
Am 20. Oktober 2009 wurde Aguiar aufgrund seiner prekären Gesundheit auf Bewährung aus der Haft entlassen, nachdem sich die spanische Regierung in Gesprächen mit der kubanischen Führung für ihn eingesetzt hatte. Kurz darauf reiste er mit seiner Frau Dolia Leal, einer Mitgründerin der Menschenrechtsorganisation Damas de Blanco, ins US-amerikanische Exil aus.